# 柏市農業協同組合
柏市農業協同組合（かしわしのうぎょうきょうどうくみあい、略称JA柏市、柏市農協）は、千葉県柏市に本所を置いていた農業協同組合。

## 概要
2010年1月1日、西船橋農業協同組合・ちば県北農業協同組合と合併し、ちば東葛農業協同組合（本店：柏市）となった。
合併後の本店は、位置は当組合の本所所在地に、勘定はちば県北の本店勘定を継承し、柏市の旧本所勘定は廃止される形となった（西船橋の本店は合併後の西船支店として存続）。